# Circle (film, 2015)
Pour les articles homonymes, voir Circle.
Pour plus de détails, voir Fiche technique et Distribution.
Circle ou Cercle au Québec est un thriller psychologique américain écrit et réalisé par Aaron Hann et Mario Miscone, sorti en 2015.
Il est présenté au Festival international du film de Seattle le 28 mai 2015 puis disponible en vidéo à la demande et DVD le 16 octobre 2015.

## Synopsis
Cinquante personnes reprennent conscience dans une pièce close sans se souvenir de comment elles sont arrivées là. Chacune est debout à l'intérieur d'un cercle dont elle ne peut sortir sous peine d'être tuée. Un décompte s'enclenche : toutes les deux minutes une personne est tuée au hasard par un rayon puis son corps automatiquement évacué de la pièce. Les prisonniers réalisent rapidement qu'ils peuvent voter durant ce décompte, et que la personne ayant récolté le plus de voix est tuée, jusqu'à ce qu'il ne reste plus qu'une seule personne…

## Fiche technique
- Titre original : Circle[1]
- Titre québécois : Cercle
- Réalisation : Aaron Hann, Mario Miscone
- Scénario : Aaron Hann, Mario Miscone
- Décors : Tom Lisowski
- Photographie : Zoran Popovic
- Montage  : Tom Campbell[2]
- Musique : Justin Marshall Elias[3]
- Costumes : Alicia Ast[3]
- Production : Justin Bursch, Scott Einbinder, Michael Nardelli, Brent Stiefel, Tim Nardelli
- Sociétés de production : Felt Films, Taggart Productions, Votiv Films
- Pays d’origine :  États-Unis
- Langue originale : anglais
- Genre : drame, thriller
- Durée : 87 minutes
- Dates de sortie :
  - États-Unis : 28 mai 2015[2] (Festival international du film de Seattle)
  - États-Unis, Canada : 16 octobre 2015 (Vidéo à la demande, DVD)

## Distribution
- Michael Nardelli : Eric
- Allegra Masters : la femme enceinte
- Molly Jackson : l'enfant
- Jordi Vilasuso : le soldat
- Rene Heger : l'athée
- Lawrence Kao : le jeune asiatique
- Carter Jenkins : l'étudiant
- Julie Benz : l'épouse